# やぶうち優
やぶうち 優（やぶうち ゆう、1969年12月1日 - ）は、日本の女性漫画家、同人作家。兵庫県西宮市出身。北海道札幌市在住。
代表作に『水色時代』、『少女少年』、『ないしょのつぼみ』、『まほちゅー!』など。

## 来歴
1983年、13歳の時、『ちゃお』（小学館）9月号増刊に掲載の『ボインでごめん!』でデビュー。デビュー時のペンネームは薮内 優（やぶうち ゆう）。
1980年代は『ちゃお』とその派生誌で読切作品を執筆した。その後、『ちゃお』のレギュラー作家として連載作品を発表し、1990年代前半から中盤にかけては、後輩のあらいきよこ、清水真澄と共に『ちゃお』の看板作家として活躍した。
作風は自身の青春体験からの創作である。『水色時代を過ぎても』『ないしょのつぼみ』は自身の体験を取り入れている。
1996年に『水色時代』がテレビアニメ化された際、『小学六年生』にその派生作品を執筆したのを機に、小学館の学年別学習雑誌に活躍の場を広げることになり、以後、2012年まで『小学六年生』、『小学五年生』、『小学四年生』の各学年誌にて連載作品を執筆する。
2000年代前半は主に小学館の学年誌での連載作品と『ちゃお』の派生誌での読切作品の執筆を行っていた。またこの間、『プチコミック』にも1度だけ読み切りを執筆している。2005年の『ChuChu』創刊後は、小学館の学年誌での連載作品執筆の傍らで『ChuChu』のレギュラー作家として活躍した。
2009年、『ないしょのつぼみ』で第54回（平成20年度）小学館漫画賞児童向け部門を受賞。同年、『ChuChu』休刊を機に『ちゃお』のレギュラー作家として復帰することになり、2021年現在は『ちゃお』とその派生誌で活躍中。
2020年4月30日に発売された『ゲキカワ♥デビル』第9巻にて全作品の単行本部数が累計600万部を突破した。

## 概要
思春期の少年少女の心情を、身体と心の成長や社会環境と絡ませながら執筆することを得意とし、10代の少女から20代~30代の男性を始めとする幅広い年代からファンを獲得している。その実績を買われ、小学館の学年誌で性教育を絡ませた漫画を執筆している。また、ファンタジーやSF、ギャグ等も描いており、創作内容は様々なジャンルに及ぶ。やぶうちの作品の一つ『ないしょのつぼみ』の単行本は特に男性層に売れている。初期に執筆した作品には、赤石路代、わかつきめぐみの影響が窺える。
基本的に少女漫画であるにかかわらず、少年漫画的なお色気シーンをよく取り入れている珍しい作風でもあるが、2016年から連載している『ゲキカワ♥デビル』では年齢が低い読者にも理解できるような作風に変えている。
表紙などのカラーイラストの製作は、『新水色時代』の執筆時から、CGを使用している。CGを使用し始めた時は「CGらしく見えないよう、手塗り感覚を大事にする」を念頭に置いて製作を行っていた。2019年現在、漫画製作はフルデジタルに移行している。
好きなものは鉄道と鳥で、後者の方は特に文鳥がお気に入り、とのこと。
現在2児の母。
同人作家としても活動歴があり、雑誌連載と育児の傍らで行っていた同人誌活動は多忙のため一次的に休止していたが、『ドーリィ♪カノン』執筆時から再開し、『ドーリィ♪カノン』の同人誌や片岡嗣実の自主アルバムのジャケットを描いている。同人誌にて執筆した作品のいくつかは単行本に収録されている。
やぶうち優の名前はペンネームで、「やぶうち」は中学校の時の同じ部活に入っていた同学年の人から、「優」は本名の「優子」からそれぞれ取ったという。

## 作品リスト

### 現在連載中の作品
上杉くんは女の子をやめたい（『ちゃおプラス』、2024年 - ）
『ちゃおプラス』2024年5月4日から連載。三角関係と少年の女体化を描いたラブコメディ。

### 連載終了作品とその派生作品
君にストレート （『ちゃお』、1990年）
『ちゃお』1990年8月号 - 10月号に短期集中連載。全3話。やぶうちの初連載作品。
水色時代シリーズ
普通の女の子河合優子と仲間達の思春期模様を描いた作品群。1996年に『水色時代』がテレビ東京系にてテレビアニメ化された。『新〜』『〜-12歳の季節-』はテレビアニメの放送期間に合わせて連載された作品である。
水色時代 （『ちゃおデラックス』・『ちゃお』、1990年 - 1994年）
『ちゃおデラックス』に掲載された小学生編、『ちゃお』に連載された中学生編と2編に分かれている。
新水色時代 （『ちゃお』、1996年 - 1997年）
優子が実体験を元に書いた小説、という設定。登場人物はほぼ同じだが、シリーズ作の中で唯一、作品世界が異なる。
水色時代 - 12歳の季節 - （『小学六年生』、1996年 - 1997年）
小学生編の続編に当たる。
水色時代を過ぎても [十九歳の地図] （『プチコミック』、2002年10月号）
短大生になった優子の話。単行本では小学館文庫コミック版『水色時代』第4巻に収録。
KAREN （『ちゃお』、1994年 - 1996年）
まんが家しちゃお♥ （『ちゃお』、1994年 - 1995年）
ちゃおまんがスクール内での1ページ連載作品。
おねがい!マルチくん （『ちゃおデラックス』、1995年 - 1996年）
少女少年シリーズ（1997年 - 2004年）
小学館の学年誌『小学六年生』・『小学五年生』にて連載。小学生の男の子が美少女に扮して芸能界で活躍する物語。本来は1997年度の『小学六年生』に連載された1作のみの予定だったが、シリーズ化され第7作まで続いた。
〜少女少年〜 GO!GO!ICHIGO （『ちゃおデラックス』、2004年 - 2005年）
女の子の主人公と、普段から女装姿の男の子が繰り広げるドタバタラブコメ。シリーズ中この作品のみ、芸能界が一切関わってこない展開になっている。
おちゃらかほい! （『ちゃお』、1997年 - 1998年）
みどりのつばさ （『ちゃお』、1998年 - 1999年）
ぴゅあ♥ぴゅあ （『ちゃお』、1999年）
EVE★少女のたまご★ （『小学五年生』、2000年 - 2001年）
ないしょのつぼみ （2004年 - 2012年）
小学館の学年誌に掲載の少女向け性教育漫画。主に『小学五年生』にて2010年まで連載された後、『小学四年生』にて2010年から2012年まで連載された。2008年にOVA化された。
アニコン （『ChuChu』、2005年 - 2006年）
ひとひらの恋が降る（『ChuChu』、2006年 - 2008年）
ちゆ&ガンマのまんが入門（『ChuChu』、2007年 - 2009年）
ちゅちゅまんがゼミナール内での1ページ連載漫画。単行本ではちゅちゅコミックス『初恋指南』第2巻に収録。
初恋指南（『ChuChu』、2008年 - 2009年）
まほちゅー!シリーズ （『ちゃお』、2010年 - 2012年）
『ちゃお』では約11年ぶりの連載作品。2010年4月号から2010年11月号にかけて『まほちゅー!』、2011年1月号から6月号にかけて『まほちゅー!+』、2011年8月号から2012年1月号にかけて『まほちゅー!&』の題名で連載された。
らくらく入門!まんがのいろは （『ちゃお』、2011年 - 2012年）
ちゃおに掲載されているちゃおまんがスクール内で1ページ連載漫画。本作品にはやぶうち優本人が登場し、本作品の主人公いろはは先生の教えを学んで行く。単行本ではちゃおコミックス『ドーリィ♪カノン』第10巻に収録。
ドーリィ♪カノン（『ちゃお』、2012年 - 2016年）
『ちゃお』の表紙並びに目次では題名が『〜少女少年〜 ドーリィ♪カノン』となっている。
世界の果ての、真ん中で。（『ちゃおデラックス』、2012年 - 2016年）
ちゃおデラックス2012年春待ち超大増刊号に掲載された同名の読切作品の連載版。
ゲキカワ♥デビル（『ちゃお』、2016年 - 2019年）
中学生編と服飾系高校に通う高校生編の二編で展開される。
そらいろメモリアル（『ちゃお』→『ちゃおデラックス』→『ちゃおコミ』（後にちゃおデラックスと連載兼務）、2020年 - 2024年）
青のアイリス（『ちゃお』、2020年 - 2022年）

### 読切作品

#### 1980年代
- 1983年
  - ボインでごめん!（『ちゃお』9月号増刊）
  - UKIUKIナイスふぁいと（『ちゃお』12月号）
- 1984年
  - みんなでやれば…!?（『ちゃおマイラブ』春の号）
  - 十四歳の夏（『ちゃおマイラブ』秋の号）
  - 2泊3日のラプソディ（『ちゃお』12月号ふろく）
- 1985年
  - バニーガールしませんか?（『ちゃおマイラブ』春の号）
  - 午前零時奇談（『ちゃお』8月号）
  - 小春日和（『ちゃお』11月号）
- 1986年
  - 軌道はずれの迷惑星（『ちゃおマイラブ』春の号）
  - あぶの〜まるZone（『ちゃお』9月号）
- 1987年
  - Windy Day Dream（『ちゃお』1月号）
  - 五月雨前線（『ちゃおデラックス』初夏の増刊号）
- 1988年
  - 純情powerのトップ!（『ちゃおデラックス』夏の増刊号）
- 1989年
  - 12のソネット（『ちゃお』6月号）
  - お嬢様にはかなわない（『ちゃお』11月号）

#### 1990年代
- 1990年
  - Snow Fantasy -これから-（『ちゃおデラックス』新年増刊号）
  - 卒業旅行☆星降る街で…（『ちゃお』3月号）
  - お嬢様には手を出すな（『ちゃお』6月号）
  - いけない天国（『ちゃおデラックス』夏の増刊号）
- 1991年
  - マイクロ▽ろまんす（『ちゃおデラックス』夏休み大増刊号）
- 1992年
  - 優ちゃんのハジさらしな日記（『マスコットちゃお』初秋増刊号）
- 1993年
  - 袋小路の館（『ちゃおデラックス』夏休み増刊号）
  - 美少女まんが家 ラブリー♥トーン（『ちゃおデラックス』秋の増刊号）
- 1994年
  - とんだ新記録（『ちゃおデラックス』初秋増刊号）
- 1998年
  - ハーフビターなおくりもの（『ちゃお』2月号別冊ふろく）
- 1999年
  - 少年少女（『CHUE'S net』春号）
  - LOVE・LIKE・COMIC（『CHUE'S net』夏号）

#### 2000年代
- 2001年
  - スプリング・ゲーム（『ちゃおデラックス』春の増刊号）
- 2002年
  - ナキムシユキムシ（『ちゃおデラックス』冬の増刊号）
  - チコのねがい（『ちゃおデラックス』春の増刊号）
  - りば〜す⇔注意報（『ちゃおデラックス』初夏の増刊号）
  - 虹のフーガ（『ちゃおデラックス』夏の増刊号）
  - 私立ふしぎの幼稚園（『ちゃおデラックス』秋の増刊号）
- 2003年
  - 君が舞い降りてきた（『ChuChu』春号）
  - ひとりぼっちのコスモス（『ちゃおデラックス』秋の増刊号）
- 2004年
  - サクラ♥せんせ〜しょん（『ChuChu』春号）
  - 瞬間（いま）が色あせないように（『ChuChu』2004年9月17日号）
- 2005年
  - 妄想令嬢（『ChuChu』春の号）
  - もいちど告っていいですか?（『ちゃおデラックス』初夏の増刊号）
  - リンク〜きみのてのひら〜（『ChuChu』初夏号）
  - わんデー・ハプニンぐ（『小学館スペシャル』夏休み増刊号『わんこコミックスペシャル』）（※・の箇所には犬の足跡が付く）
  - ココロ*プリズム（『ChuChu』夏号）
  - クレッシェンド（『ChuChu』秋号）
  - シンクロ☆ナイト（『小学五年生』2006年2月号増刊『占いGirls』）

#### 2010年代
- 2012年
  - 世界の果ての、真ん中で。（『ちゃおデラックス』春待ち超大増刊号）
- 2015年
  - ラブレボリューション! 〜Rev. from DVL物語〜（『ちゃお』5月号）

#### 2020年代
- 2023年
  - あわ雪の魔法（『ちゃおコミ』2023年3月8日（前編）・2023年3月15日（後編）、『ちゃおデラックス』2024年1月号[17]、『ちゃおプラス』2023年12月[18]）

### 児童文学の挿絵
- うらない屋コノミちゃん（作 令丈ヒロ子）
- 3姉妹ものがたり〜世界で一番大切なキミへ〜（作 武内昌美、カバーのみ）

## 関連書籍
- やぶうち優ファンBOOK やぶうち優の♀（おんなのこ）♂（おとこのこ）なお話（2006年3月）
  - 「ちゃおコミックス スペシャル」として刊行。『ないしょのつぼみ』をメインに、『少女少年』シリーズなどの作品を性教育マンガという区分で特集した本。『ないしょのつぼみ』第1期の番外編や『少女少年』の元になった「少女少年0話」、設定画などと、デビュー作「ボインでごめん!」を収録。